# Sindicatul Scenariștilor Americani
Sindicatul Scenariștilor Americani (în engleză Writers Guild of America) reprezintă eforturile comune a două sindicate americane diferite reprezentând scenariștii americani de televiziune și cinema: 
- The Writers Guild of America, East (WGAE), cu sediul central în New York City.
- The Writers Guild of America West (WGAW), cu sediul central în Los Angeles.

## Activități comune
WGAE și WGAW negociază contracte și lansează acțiuni de grevă simultane, precum cele din 1960, 1981, 1985, 1988, 2007-2008.  
Deși fiecare sindicat activează independent, acestea desfășoară anumite activități în paralel: 
- Premiile Sindicatului Scenariștilor Americani (în engleză Writers Guild of America Awards), un spectacol anual de decernare de premii, cu prezentări simultane pe fiecare coastă
- WGA screenwriting credit system, determină modul în care numele scenariștilor sunt listate la sfârșitul filmelor
- WGA script registration service, servicii online pentru a demonstra când au fost scrise scenariile și de către cine
- International Affiliation of Writers Guilds (IAWG), ambele sindicate aparțin acestei federații internaționale a muncitorilor